# پارک دیوید آ. بالفور
پارک دیوید آ. بالفور (انگلیسی: David A. Balfour Park) یک پارک شهری در محله دیر پارک تورنتو در تقاطع خیابان یانگ و خیابان سنت کلر است.